# Медынский, Игорь Николаевич
И́горь Никола́евич Меды́нский (укр. Ігор Миколайович Мединський; род. 3 января 1993, Устечко, Тернопольская область) — украинский футболист, нападающий клуба «Оболонь».

## Карьера
Футболом начал заниматься в тернопольской ДЮСШ. Летом 2010 года футболист перешёл в киевское «Динамо», где стал игроком второй команды клуба. В феврале 2014 года футболист перешёл в «Тернополь», вместе с которым стал бронзовым призёром Второй лиги. Новый сезон футболист также начинал в составе тернопольского клуба, только уже в рамках Первой лиги. В феврале 2015 года футболист перешёл в «Черкасский Днепр», по итогу сезона став победителем Второй лиги. В клубе футболист был одним из ключевых игроков, проведя за клуб ещё 2 полноценных сезона в рамках Первой лиги, став серебряным призёром чемпионата. Также футболист поиграл за такие клубы как «Сумы» и «Полтава», вместе с которой также заработал серебряные медали Первой лиги.
В июле 2018 года футболист присоединился к клубу «Оболонь-Бровар». Дебютировал за клуб 21 июля 2018 года в матче против клуба «Николаев», выйдя на поле в стартовом составе. Свой дебютный гол за клуб футболист забил 4 ноября 2018 года в матче также против «Николаева». Футболист на протяжении сезонов оставался одним из ключевых игроком киевского клуба, в общей сложности отличившись 14 забитыми голами и 16 результативными передачами. В апреле 2022 года футболист покинул украинский клуб и присоединился к хорватскому клубу «Карловац», вместе с которым выступал в Третьей лиге. Футболист провёл в хорватском клубе полтора сезона, после чего летом 2023 года его покинул.
В июле 2023 года появилась информация о том, что «Оболонь» заинтересована в возвращении футболиста, вскоре о переходе которого было объявлено официально. Свой дебютный матч в украинской Премьер лиге футболист сыграл 28 июля 2023 года против «Колоса», выйдя на поле в стартовом составе.

## Достижения
«Черкасский Днепр»
- Победитель Второй лиги: 2014/15